# 多布良卡 (赫爾松州)
47°27′46″N 33°37′20″E / 47.46278°N 33.62222°E
多布良卡（烏克蘭語：Добрянка）是位於烏克蘭南部的村莊，由赫爾松州貝里斯拉夫區的維索科皮利亞市鎮負責管轄。該村面積0.89平方公里，海拔高度87米，2001年人口149，人口密度每平方公里168人。